# Проект «Альфа»
Проект «Альфа» — советский фильм режиссёра Евгения Шерстобитова, снятый в 1989 году и вышедший на экраны в августе 1990 года.

## Сюжет
Советский пограничный сторожевой корабль под командованием капитан-лейтенанта Чайки, несущий службу в акватории Чёрного моря, обнаруживает в советских территориальных водах установленный западными спецслужбами радиобуй. Экипажу предстоит противодействовать иностранному фрегату и не позволить ему забрать разведывательное устройство. В начале фильма на экране появляется выдержка из сообщения ТАСС:
…Действия иностранных военных кораблей в наших территориальных водах не только осложнили свободу судоходства в данном районе Чёрного моря, но и создали ситуацию, чреватую вооружённым конфликтом…
… «Проект „Альфа“» — под таким кодовым названием значилась эта акция в спецслужбах ряда западных стран…
— из сообщения ТАСС.

Рано утром офицер ВМФ Владимир Степанович Чайка (Юрий Маляров) покидает квартиру своей возлюбленной Саши (Софья Горшкова) и отправляется на службу. Из штаба ЧФ на пост оперативного дежурного получено сообщение: находящийся в Чёрном море отряд боевых кораблей из состава Средиземноморской группировки НАТО резко изменил курс и направляется к берегам Крыма; в состав отряда входят ракетный крейсер, ракетный фрегат и вспомогательный корабль-тральщик. Для перехвата по тревоге был поднят экипаж сторожевого катера (ПСКА «Антарес») под командованием капитана-лейтенанта Чайки. Услышав сигнал общей тревоги, отпущенные в увольнительную старшины 1 и 2 статьи, даже находясь за воротами части, осознавая ответственность и служебный долг, приняли решение вернуться и занять на корабле свои боевые места. Несмотря на серьёзность задачи, поставленной перед кораблём в этом боевом выходе, на борт судна по распоряжению командования была допущена киевский фотокорреспондент агентства печати «Новости» по имени Марина Андреевна (Светлана Дирина). 
В ходе патрулирования командой пограничного корабля был зафиксирован факт отклонения от согласованного курса иностранного грузового судна. После проверки выясняется — судно-нарушитель сбросило за борт некий объект. Пограничники, не без помощи прикомандированной к ним журналистки, устанавливают, что это радиобуй, принадлежащий силам НАТО. Командир пограничного корабля, реально оценивая угрозу, которую представляет такое передающее устройство для обороноспособности страны, принимает решение не допустить его изъятия иностранными судами, для чего имитирует поломку своего корабля.
Тем временем отряд боевых кораблей НАТО застопорился в 6 кабельтовых от границы и разошёлся, имитируя учения по взаимодействию. А ракетный фрегат (БПК 61 проекта) взял курс в квадрат с обнаруженным радиобуем. С фрегата взлетел вертолёт, вооружённый ракетами, с задачей быстрее русских извлечь буй. В ходе противостояния с советским пограничным катером пилот американского вертолёта не решается открыть огонь по кораблю, нарушив тем самым приказ своего командования. Начинается гонка на время между пограничниками и натовским фрегатом за скорейшее достижение цели. Советскому кораблю удаётся опередить соперника. Чтобы не подпустить американцев к бую, команда катера начинает производить учебные бомбометания глубинными бомбами. При проходе вблизи буя матросы накидывают на него рыбацкую сеть. Видя безвыходную ситуацию, с фрегата решили произвести подрыв буя. На этом конфликт был исчерпан. Нарушитель с извинениями покинул территориальные воды СССР.
Завершающая сцена происходит на лестничной площадке дома возлюбленной Владимира Чайки. В гости к Санечке-Шурочке пришли сослуживцы командира с подарками, а он прямо на площадке попросил у неё руки и сердца. Саша ответила согласием.

## В ролях
- Юрий Маляров — командир корабля капитан-лейтенант Чайка
- Светлана Дирина — фотокорреспондент Марина Андреевна
- Софья Горшкова — Санечка-Шурочка
- Борис Руднев — комбриг Борис Викторович Добрынин
- Георгий Дворников — старпом Константин Петрович
- Али Самедов — штурман
- Анатолий Веденкин — боцман Анатолий Анатольевич Рыжухин
- Николай Малашенко — капитан-лейтенант Николай Малашенко
- Сергей Агашков — акустик старшина 1 статьи
- Александр Жуковин — старшина 2 статьи Валерий Лавочкин
- Анатолий Голик — капитан 2-го ранга
- Виктор Чеботарёв — капитан 1-го ранга
- Анатолий Лукьяненко — пилот вертолёта лейтенант Грейс

## Съёмочная группа
- Режиссёр: Евгений Шерстобитов
- Сценарий и постановка: Евгений Шерстобитов
- Оператор-постановщик: Николай Журавлёв
- Художник-постановщик: Пётр Слабинский
- Композитор: Игорь Миленко
- Звукооператор: Евгений Пастухов
- Монтаж: Р. Лорман

## Музыка в фильме
Песню «Ты, знаю, любишь цвет морской волны, Санечка-Шурочка…» исполняет Сергей Выграк на стихи Э. Москалевской и музыку И. Миленко.

## Критика
Всё-таки интересно смотреть этот во многих отношениях заурядный фильм. И именно сейчас — когда идёт борьба за Черноморский флот между Россией и Украиной. Но фильм поставлен в 1990 году, и он отобразил один из эпизодов «холодной войны» на Чёрном море между советскими и американскими флотами. Естественно, картина в идейном отношении состоит из штампов и клише, присущих этому времени. Не на высоком уровне и литературная основа фильма, в частности, наивно и неуклюже представлена женская линия. Но показ работы морских пограничников сделан весьма интересно и вызывает интерес и в наши дни.
— журнал «Вестник», 1997 год